# Walker Cirque
Der Walker Cirque ist ein markanter und mit Gletschereis angefüllter Bergkessel in der antarktischen Ross Dependency. In den Cook Mountains liegt er an der Westflanke der Mündung des McCleary-Gletschers. Der Bergkessel öffnet sich zum Kopfende des Darwin-Gletschers.
Das Advisory Committee on Antarctic Names benannte ihn 2001 nach Carlton Walker, der während der Modernisierungsarbeiten auf der Amundsen-Scott-Südpolstation Einrichtungen, Wartungen und Bauaktivitäten des Unternehmens Raytheon Polar Services überwacht hatte.